# SC Hassel 1919
SC Hassel 1919 is een Duitse sportclub uit Hassel, een stadsdeel van Gelsenkirchen, Noordrijn-Westfalen. De club is actief in voetbal (1919), tafeltennis (1970), gymnastiek (1975), tennis (1977), basketball (1977), volleyball (1991), vrijetijdssport (1991), schaken (1993) en sport voor gehandicapten (2004). 

## Geschiedenis
De club werd in april 1919 opgericht als BV Hassel en reeds in 1920 werd de huidige naam aangenomen. De club speelde in 1926/27 voor het eerst in de tweede klasse van de Ruhrcompetitie en werd daar afgetekend laatste. In 1931 kon de club opnieuw promotie afdwingen. De club werd nu tweede in zijn groep achter SV Erle 08. In 1933 eindigde de club in de middenmoot. Hierna werd de Gauliga Westfalen ingevoerd als nieuwe hoogste klasse, waardoor de concurrentie zwaarder werd.
In 1937 fuseerde de club onder dwang met WSV Bergmannsglück tot BSG Bergmannsglück Hassel, maar deze werd in 1942 ongedaan gemaakt. In 1943/44 slaagde de club erin om zich voor de promotie-eindronde te kwalificeren. De club kon geen sportieve promotie afdwingen maar doordat de Gauliga verder regionaal opgesplitst werd vanwege het nakende einde van de Tweede Wereldoorlog kreeg de club alsnog de promotie. De club speelde slechts drie wedstrijden en verloor deze alle drie en kreeg maar liefst 29 goals binnen. 
Tot 1970 was voetbal de enige sport die aangeboden werd, daarna kwamen ook andere sporten bij het aanbod. Van 1987 tot 1991 speelde de club in de Oberliga Westfalen dat destijds de derde klasse was. Van 2000 tot 2005 speelde de club er opnieuw, al was de Oberliga nog maar de vierde klasse. De achtste plaats in 2002 was het beste resultaat. In 2011 degradeerde de club naar de Landesliga en in 2016 opnieuw naar de Oberliga, intussen vijfde klasse. In november 2017 trok de club zich uit de Oberliga terug wegens financiële problemen.